# Polemonium micranthum
Polemonium micranthum là một loài thực vật có hoa trong họ Polemoniaceae. Loài này được Benth. miêu tả khoa học đầu tiên năm 1845.

## Hình ảnh

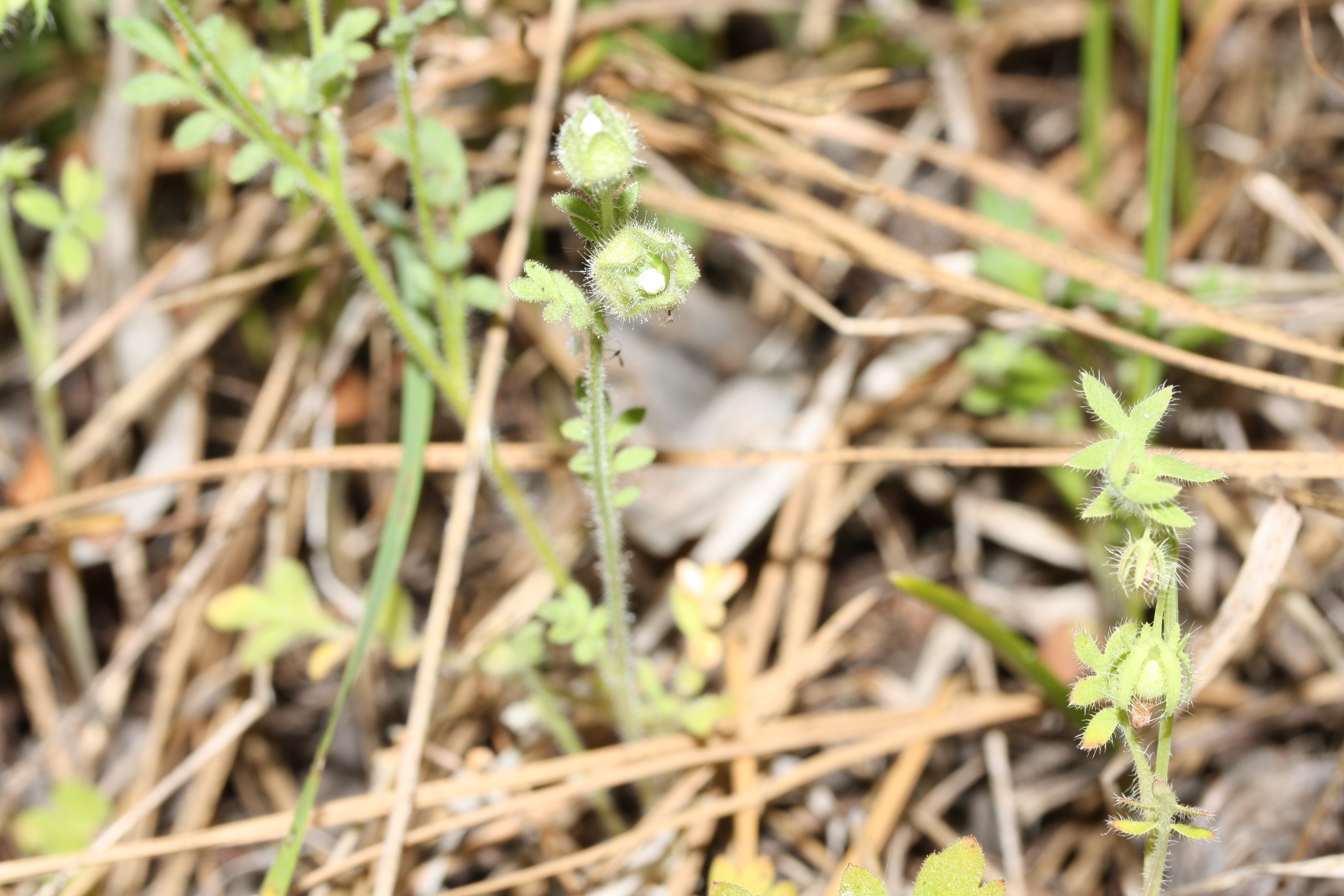
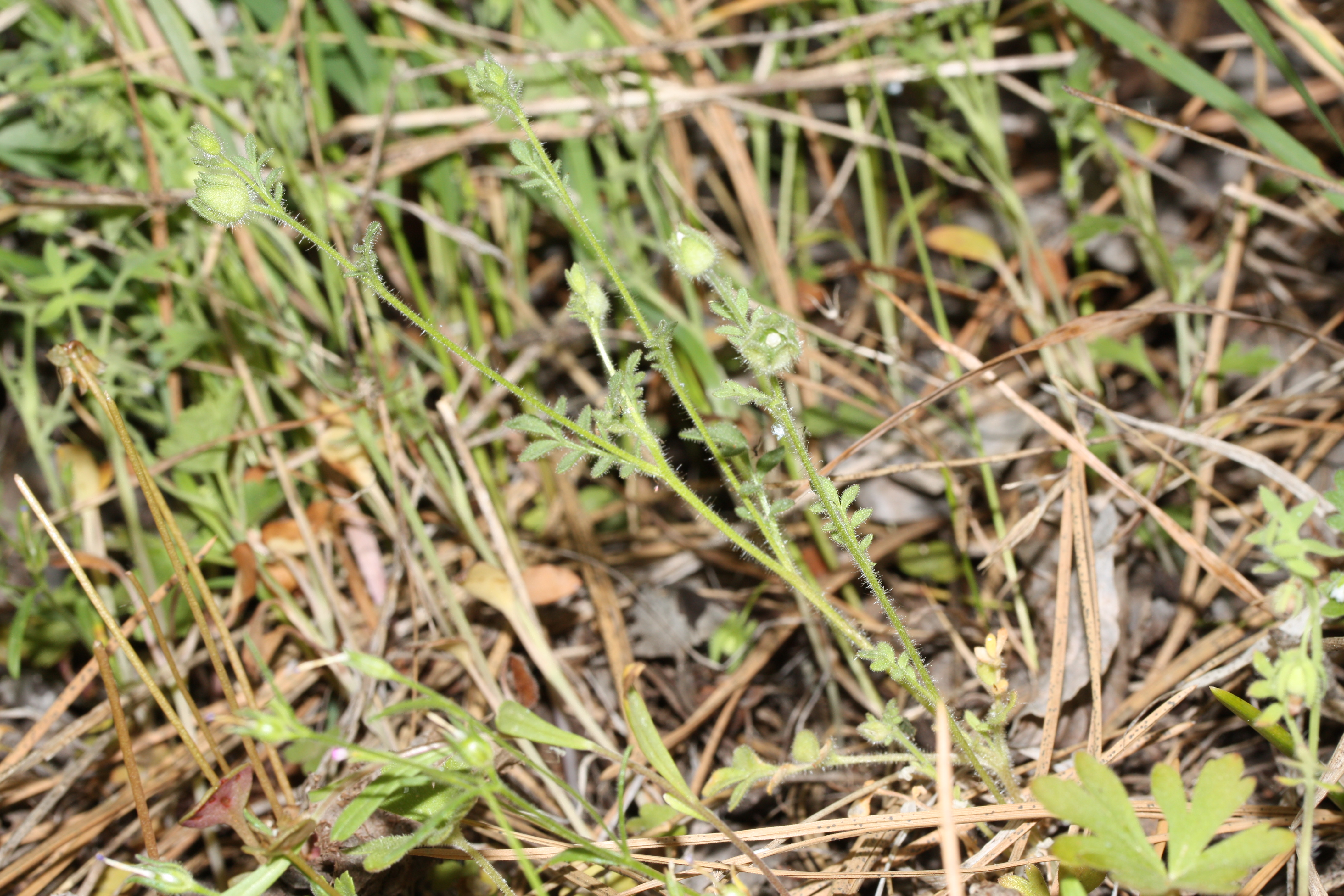